# Röd skogssnigel
Röd skogssnigel (Arion rufus) är en snäckart som först beskrevs av Carl von Linné 1758.  Röd skogssnigel ingår i släktet Arion och familjen skogssniglar. Arten är reproducerande i Sverige. Inga underarter finns listade i Catalogue of Life.

## Taxonomiska problem
Taxonomin inom en grupp av storvuxna Arion-arter är problematisk. I Sverige representeras denna grupp av svart skogssnigel Arion ater ater, röd skogssnigel A. ater ruber (= ”A. rufus”) och den invasiva mördarsnigeln A. vulgaris. Alla dessa tre arter korsar sig lätt med varandra och det är tydligt att artbarriärer saknas inom gruppen.
Artfakta skriver: "Röd skogssnigel har i Sverige länge gått under namnet Arion rufus, men det namnet har visat sig gälla en snigel som förekommer på kontinenten och i Storbritannien och som nu bör benämnas A. ater rufus. Alla hittills anatomiskt undersökta svenska exemplar som benämnts ”A. rufus” har visat sig vara A. ater ruber."
Catalogue of Life anger också ater, ruber och rufus som tre underarter till Arion ater. ITIS anger däremot inga underarter till A. ater.

## Bildgalleri

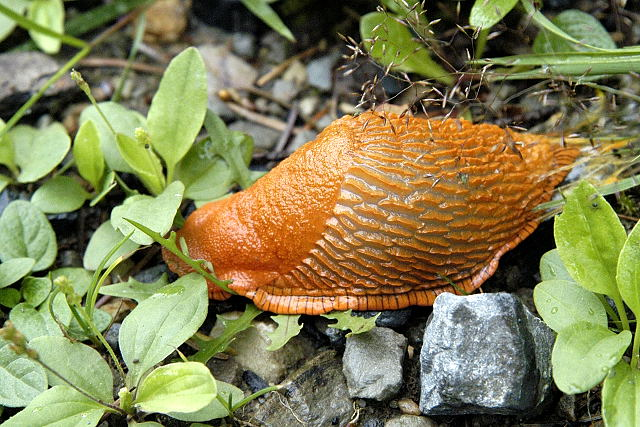
Röd skogssnigel
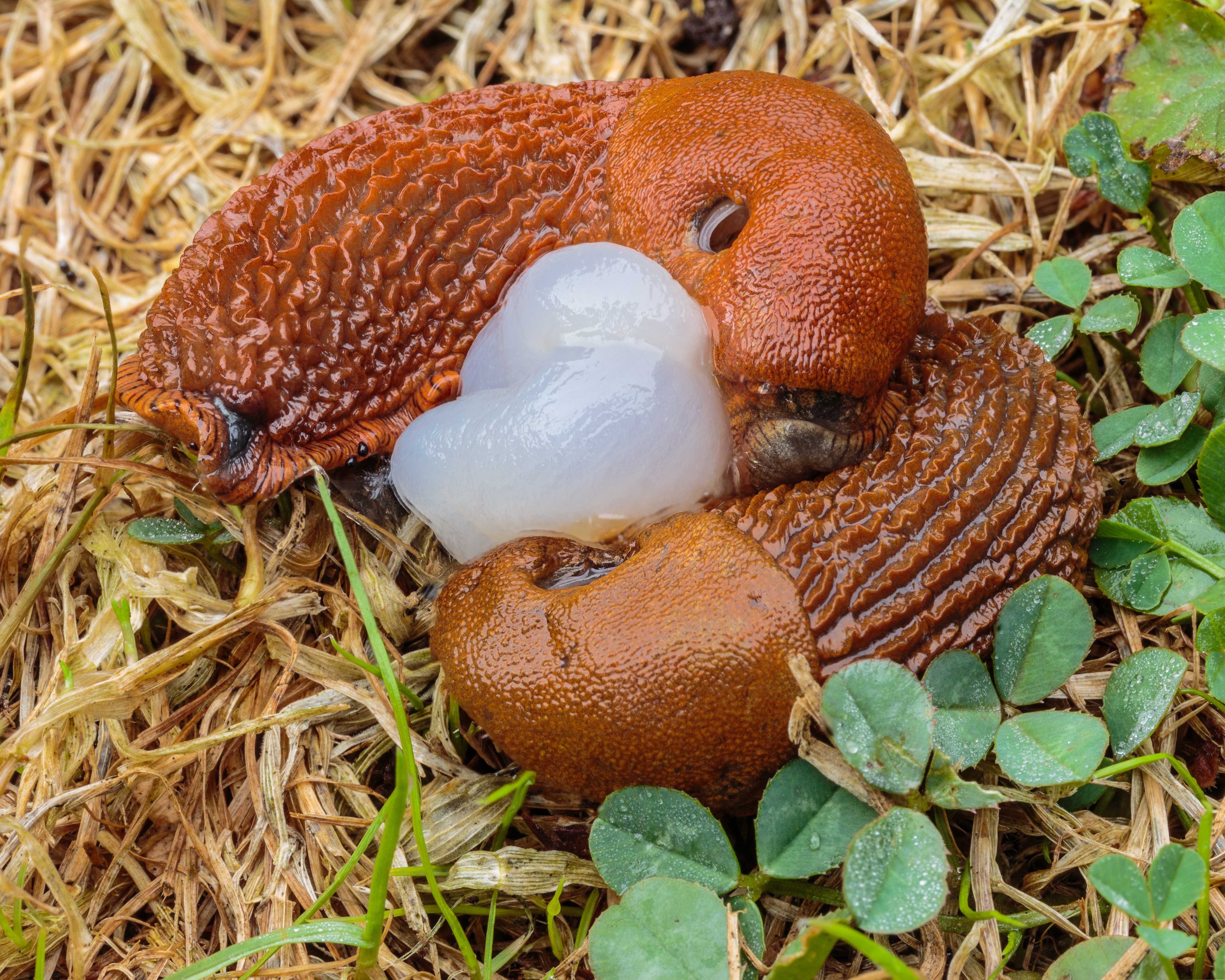
Parning